# Rudolf Fizir
Rudolf Fizir (Ludbreg, 13. siječnja 1891. – Zagreb, 11. studenog 1960.), najpoznatiji i najdjelotvorniji hrvatski konstruktor zrakoplova. 

## Rani život i početak karijere
Rođen kao drugo od četvero djece Mije i Valentine Fizir. Po završetku osnovne škole u Ludbregu, upisuje se u Obrtnu školu u Zagrebu. Od 1906. ili 1907. upućen je u višu srednju tehničku školu u Bečkom Novom Mjestu, a potom na Tehnički fakultet u Toulouseu u Francuskoj. Godine 1911. ili 1912. napušta Toulouse i odlazi u Wismar u sjevernoj Njemačkoj, na obali Baltika, gdje upisuje aerotehničku inženjersku akademiju. Svoj prvi zrakoplov konstruirao je još kao student 1913., no konstrukcija toga sportskog dvokrilca ostaje u nacrtima. Uskoro je počeo Prvi svjetski rat, a Fizir, kao daroviti apsolvent, u rujnu 1914. radi u tvornici zrakoplova Fokker u Schwerinu. Godine 1915. polaže završni ispit i stječe diplomu aerotehničkog inženjera. Kada je Anthony Fokker krenuo u izgradnju podružnice svoje tvrtke u Mađarskoj, zadaću uhodavanja proizvodnje u budimpeštanskom MAG-u dobio je mladi Fizir. U Mađarskoj radi od travnja do rujna 1916. te se potom vraća u Njemačku i radi kao konstruktor u tvrtki Hansa und Brandenburg Flugzeugwerken u Brandenburgu kraj Berlina. U srpnju je konstruktor u tvrtki Hansa-Lloyd-Werk u istom gradu, a tu je dočekao i sam kraj rata. Nakon poraza Centralnih sila od studenoga 1918. Fizir radi u autoindustriji u tvrtki Steyer Automobilwerke u Settinu, gdje stječe značajna iskustva na motorima s unutarnjim izgaranjem. Godine 1920. vraća se u domovinu i rodni Ludbreg. Uključen je u projekt izgradnje zagrebačke tvornice zrakoplova. Fizir traži posao u Novom Sadu, središtu zrakoplovstva nove države. Radi u Vazduhoplovnoj komandi (poslije 1. zrakoplovni puk), gdje je, od svibnja iste godine, na dužnosti šefa "Vazduhoplovnog odseka". Fizir svoje zrakoplove gradi u dvorištu obiteljske kuće u Petrovaradinu, o svom trošku i uz pomoć novih vlasti.

## Kućni zrakoplovi
Njegova je kućna radionica s vremenom narasla te će dobiti konstrukcijski ured u kojem će uz njega stasati brojni mladi zrakoplovni inženjeri i konstruktori. Tijekom rada u 1. zrakoplovnom puku, od 1921. po nacrtima Rudolfa Fizira rade se sustavne preinake trofejnih vojnih zrakoplova tipa Brandenburg, kojih je izgrađeno više od stotinu. Rezultat pregradnje bio je izvanredan pa se krenulo u serijsku proizvodnju Fizirovih malih Brandenburga kao prvih domaćih zrakoplova. Ukupno je proizvedeno stotinjak lakih školskih dvokrilaca koji su dobili oznaku ŠB-1 (Školski Brandenburg), a prvi je primjerak iz Ikarusa izišao u ožujku 1924. Godinu dana prije, 1923., Fizir u suradnji s Austrijancem Josipom Micklom u Petrovaradinu gradi prototip jedrilice Fizir-Mickl moderne koncepcije. Potom, 1925., gradi prototip zrakoplova Fizir F1 s motorom Maibach od 260 KS. To je bio prvi u potpunosti domaći zrakoplov. Bio je toliko dobre aerodinamike da je u rujnu 1927. odnio prvu nagradu na natjecanju Male Antante i Poljske, i to u kategoriji zrakoplova s motorima iznad 400 KS. Serijski je tih zrakoplova u raznim inačicama proizvedeno više od 50 komada. Proizvedeno je i pet hidroaviona oznake F1M, pokretanih motorom Jupiter od 420 KS, a nalazimo ih i pod imenom Veliki Fizir. U privatnoj radionici u Petrovaradinu 1929. izgrađen je prototip školskog dvosjeda označenog U.N. (Univerzalni Nastavni) s motorom Mercedes D.II snage 120 KS. Pokazao se izvrsnim pa je usvojen kao osnovni školski tip Jugoslavenskoga kraljevskog aerokluba. Proizveden je u nizu serija s raznim motorima u više od 190 primjeraka, a nalazimo ga pod imenom Fizir N (Nastavni), a poslije Fizir FN. Godine 1930. proizveden je u varijanti s plovcima za slijetanje na vodene površine, pod nazivom FN-Hidro, u seriji od pet primjeraka. Do danas je u Tehničkom muzeju u Zagrebu sačuvan samo jedan, koji je obnovljen.
 Iste godine Rudolf Fizir je konstruirao svoju prvu amfibiju naziva Fizir Vega, s petocilindričnim zvjezdastim motorom Walter-Vega iznenađujuće male snage od 85 KS. To je bio prvi domaći amfibijski zrakoplov u povijesti. Fizir svoje hidroavione i amfibije gradi vođen idejom o povezivanju svih jadranskih otoka hidroavionskim linijama te izradi mreže uzletišta na Jadranu.

## Tehnička služba
Na zahtjev VVKJ-a, u Zmaju je krajem 1933. godine izrađen prototip Fizirova prijelaznog školskog zrakoplova FP-2 (Fizir prijelazni - 2) s motorom snage 420 KS, koji nalazimo i pod imenom Fizir-Stankov. Godine 1933. skupina konstruktora na čelu s Fizirom počinje s izradom projekta školskog zrakoplova PVT za prijelaznu lovačku obuku. Iz njega je razvijena 1938. jednosjedna inačica naziva Rogožarski R-100. Oba su zrakoplova građena u velikim serijama. Potom je Fizir 1935. konstruirao moderni jednomotorni trosjedni monoplan turističke namjene, sa zatvorenom kabinom. Zrakoplov je bio iznimne aerodinamike, a pokretan je motorom Walter 120/135 KS. Iako izvrstan, Fizir FT (turistički) nije doživio serijsku proizvodnju zbog nedostatka interesa za tom vrstom letjelica u vremenu nadolazećeg svjetskog sukoba. Do Drugog svjetskog rata izrađuje i prvi domaći sportski zrakoplov zatvorene kabine, naziva Fizir-I.A.F. U travnju 1936. Fizir napušta radno mjesto šefa Vazduhoplovnog odseka i postaje tehničkim ravnateljem tvornice Ikarus u Zemunu.
Po izbijanju Drugog svjetskog rata 1941. godine, seli u Zagreb, gdje je primljen u djelatni sastav Vojnog zrakoplovstva NDH s činom potpukovnika. Dana 25. studenog 1941. postaje glavarom tehničkog ureda i šefom tehničke službe HRZ-a. Radi na tehničkom ustrajanju i opremanju zrakoplovstva, te pokretanju proizvodnje zrakoplova u Hrvatskoj. Njegovi zrakoplovi FP-2 građeni su u Rumi, a započeta serija završena je tek nakon pada NDH. Tijekom Drugog svjetskog rata, pri Tehničkom fakultetu u Zagrebu osnovao je Zavod za projektiranje zrakoplova, gdje je predavao gradnju zrakoplova kao izvanredni predavač. Fizir je kraj rata dočekao na dužnosti šefa tehnike u činu pukovnika HRZ-a. Izbjegao je zatvor i kaznu na zalaganje tadašnjih hrvatskih vlasti. 1946. znanstveni je suradnik Instituta za naučna istraživanja u Zagrebu. Potom se zaposlio u Industrijskom projektnom zavodu u Zagrebu.  
Iste je godine konstruktor Fizir umirovljen zbog bolesti. No, ni u mirovini nije mirovao. Obavlja posao inspektora građanskog zrakoplovstva, konstruira novi sportski zrakoplov te gradi četverosjednu amfibiju FA-2. Amfibija je, kao i prethodna, imala deplasmanski trup i potisni propeler, a pokretana je motorom Lycoming od 185 KS. Izgrađena je u Aerotehničkom zavodu Hrvatske 1960. godine, a jedini primjerak je korišten u crikveničkom aeroklubu. 
Umire 11. studenog u Zagrebu od upale pluća. Međunarodna zrakoplovna federacija (Fédération Aéronautique Internationale) posmrtno mu iste godine dodjeljuje uglednu prestižnu diplomu Paul Tissandier za ukupan doprinos svjetskom zrakoplovstvu.

## Vanjske poveznice
- Rudolf Fizir Hrvatska tehnička enciklopedija, portal hrvatske tehničke baštine. LZMK